# Багратионово (Калининградская область)
Багратионово (до 1938 — Викишкен (нем. Wikischken), до 1946 — Виккен (нем. Wiecken)) — посёлок в Озерском муниципальном округе Калининградской области. До 2014 года входил в состав Гавриловского сельского поселения.

## География
Посёлок расположен в 7 км на юго-восток от Озёрска и в 13 км на юго-запад от посёлка Гаврилово. До окончания Второй мировой войны близ посёлка располагалась железнодорожная станция на линии Даркемен — Гольдап.

## История
В 1874 году сельская община Викишкен стала центром вновь образованного административного округа Викишкен в округе Даркемен Восточной Пруссии. В 1938 году по политико-идеологическим целям деревня получила название Виккен. После Второй мировой войны в июне 1947 года село получило русское название Багратионово и одновременно стало административным центром Багратионовского сельсовета Озерского района. С 2008 по 2014 год Багратионово входило в Гавриловское сельское поселение, с 2020 года - в составе Озерского муниципального округа.

### Багратионовский сельский совет
В состав Багратионовского сельсовета с 1947 по 2008 год входили следующие населённые пункты
| Название       | Название до 1947 года (нем.)                      |
| -------------- | ------------------------------------------------- |
| Багратионово   | Wikischken, 1938–1945:„Wiecken“                   |
| Борок          | Grasgirren, 1938–1945:„Dingelau“                  |
| Валдайское     | Kleszowen Mühle                                   |
| Гремячье       | Bindszuhnen/Bindschuhnen, 1938–1945:„Bindemark“   |
| Дубрава        | Buylien, 1938–1945:„Schulzenwalde“                |
| Жучково        | Szuskehmen/Schuskehmen, 1938–1945:„Angerhöh“      |
| Задорожное     | Dinglauken, 1938–1945:„Altdingelau“               |
| Задорожье      | Mallenuppen, 1938–1945:„Gembern“                  |
| Заручье        | Gudwainen                                         |
| Кадымка        | Eszerningken/Escherningken, 1938–1945:„Eschingen“ |
| Климовка       | Kamanten                                          |
| Кольцово       | Kohlau                                            |
| Красный Бор    | Kellmienen, 1938–1945:„Kellmen“                   |
| Кутузово       | Kleszowen/Kleschowen, 1938–1945:„Kleschauen“      |
| Малая Климовка | Groß Grobienen                                    |
| Нечаево        | Ottoberg                                          |
| Новоселье      | Kariotkehmen, 1938–1945:„Karkeim“                 |
| Осипенко       | Adlig Pogrimmen, 1938–1945:„Grimmen“              |
| Порховское     | Kermuschienen, 1938–1945:„Fritzenau“              |
| Поречье        | Balschkehmen, 1938–1945:„Balsken“                 |
| Прохладное     | Klein Kolpacken, 1938–1945:„Kleinbachrode“        |
| Прудное        | Brindlacken, 1938–1945:„Kleinfritzenau“           |
| Псковское      | (Königlich) Pogrimmen, 1938–1945:„Grimmen“        |
| Резниково      | Röseningken, 1938–1945:„Rößningen“                |
| Рязанское      | Hallwischken, 1938–1945:„Hallweg“                 |
| Себежское      | Demildszen/Demildschen, 1938–1945:„Kleinkamanten“ |
| Серово         | Astrawischken, 1938–1945:„Großzedmar“             |
| Собиново       | Karteningken, 1938–1945:„Kleedorf“                |
| Станционное    | Jucknischken, 1938–1945:""Bahnfelde"              |
| Ставропольское | Schaumburgsfelde                                  |
| Суворовка      | Weedern                                           |
| Ушаково        | Ströpken                                          |
| Шилово         | Ischdaggen, 1938–1945:„Brenndenwalde“             |

## Население
| 1910 | 1925 | 1933 | 1939 | 2002 | 2010 |
| ---- | ---- | ---- | ---- | ---- | ---- |
| 239  | ↗251 | ↗287 | ↘268 | ↗323 | ↘296 |